# Магнитострикция
Магнитострикция (от латински: strictio – „свиване“) е явление, състоящо се в това, че при изменение на намагнитването на тялото се изменят неговият обем и линейни размери.

## Общи сведения
Ефекта е открит от Джеймс Джаул през 1842 година и е предизвикан от изменението на взаимните връзки между атомите в кристалната решетка и затова е свойствен за всички вещества. Изменението се проявява например в разтягане, свиване, изменение на обема, което зависи както от изменението на действащото магнитно поле така и от кристалната структура на тялото. Най-голямо изменение обикновено става при феромагнитните материали. Относителното удължаване на материалите {\displaystyle \Delta L/L} обикновено варира в пределите на {\displaystyle 10^{-5}\cdots 10^{-2}}.
Магнитострикционият ефект е обратим – при изменение на линейните размери на материала под действие на външни сили съответно се променят и неговите магнитни свойства.

## Магнитостриктивна хистерезисна крива
Хистерезисната крива на магнитострикцията е относителното изменение на размерите спрямо силата на магнитното поле.
|  | Тази страница частично или изцяло представлява превод на страницата Magnetostriction) в Уикипедия на английски. Оригиналният текст, както и този превод, са защитени от Лиценза „Криейтив Комънс – Признание – Споделяне на споделеното“, а за съдържание, създадено преди юни 2009 година – от Лиценза за свободна документация на ГНУ. Прегледайте историята на редакциите на оригиналната страница, както и на преводната страница, за да видите списъка на съавторите. ВАЖНО: Този шаблон се отнася единствено до авторските права върху съдържанието на статията. Добавянето му не отменя изискването да се посочват конкретни източници на твърденията, които да бъдат благонадеждни. |